# Доротея Фридерика фон Бранденбург-Ансбах
Доротея Фридерика фон Бранденбург-Ансбах (на немски: Dorothea Friederike von Brandenburg-Ansbach; * 12 август 1676 в Ансбах; † 13 март 1731 в Ханау) от фамилията Хоенцолерн (Линия Бранденбург-Ансбах) е маркграфиня от Бранденбург-Ансбах и чрез женитба последната графиня на Графство Ханау-Лихтенберг.

## Произход
Тя е дъщеря на Йохан Фридрих (1654 – 1686), маркграф на Бранденбург-Ансбах, и първата му съпруга принцеса Йохана Елизабет (1651 – 1680) от Баден-Дурлах (1651 – 1680), дъщеря на маркграф Фридрих VI фон Баден-Дурлах и Христина Магдалена фон Пфалц-Цвайбрюкен-Клеебург. Полусестра ена [[Вилхелмина Каролина (1683 – 1737), съпругата на английския крал Джордж II.

## Фамилия
Доротея Фридерика се омъжва на 20/30 август 1699 г. за граф Йохан Райнхард III (1665 – 1736). Двамата имат една дъщеря:
- Шарлота Христина Магдалена Йохана (1700 – 1726), наследничка, на 5 април 1717 г. омъжена за наследствения принц Лудвиг VIII от Хесен-Дармщат (1691 – 1768).